# Mikel Vesga
Mikel Vesga Arruti (Vitoria-Gasteiz, 21 de maio de 1993) é um futebolista profissional espanhol que atua como volante. Atualmente, joga pelo Athletic Bilbao.

## Carreira
Mikel Vesga começou a carreira no Aurrerá Vitoria.

## Títulos

### Athletic Bilbao
- Supercopa da Espanha: 2020-21
- Copa do Rei: 2023–24